# Richard von Weizsäcker

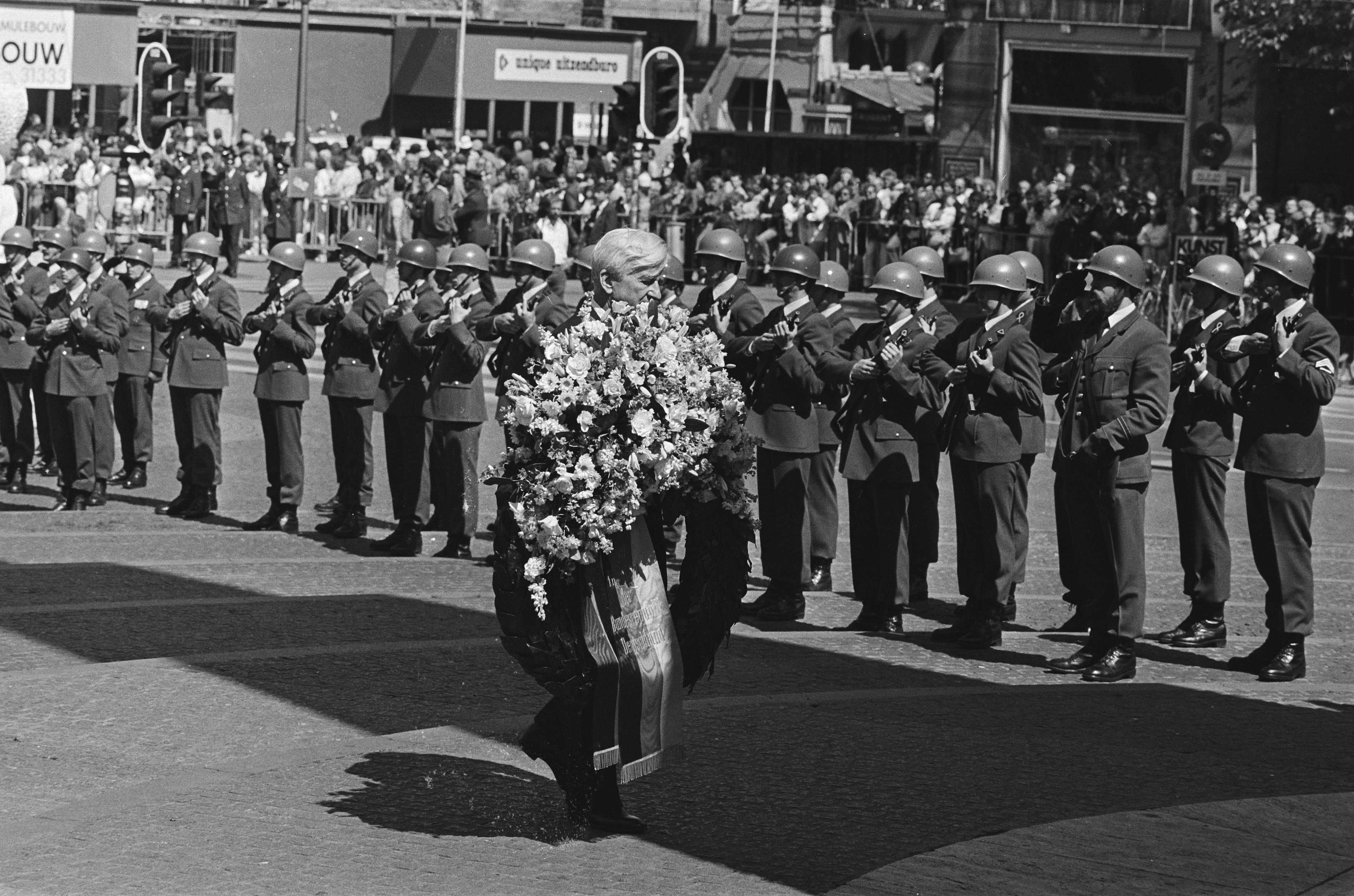
Staatsbezoek van president Von Weizsäcker aan Nederland (1985)

Richard Karl Freiherr von Weizsäcker (Stuttgart, 15 april 1920 – Berlijn, 31 januari 2015) was een Duits politicus. Hij was de zesde bondspresident (1984-1994) en wordt beschouwd als een van de belangrijkste presidenten van het naoorlogse Duitsland. Voordien was hij burgemeester van West-Berlijn (1981-1984).

## Leven

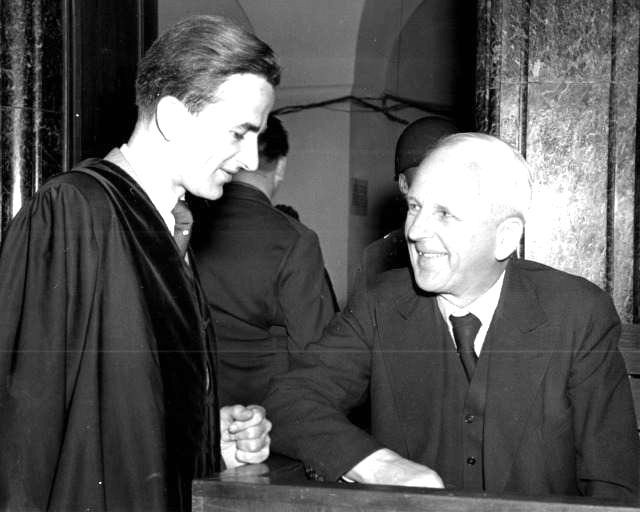
Richard von Weizsäcker met zijn vader Ernst von Weizsäcker tijdens de Processen van Neurenberg

Von Weizsäcker was gedurende de Tweede Wereldoorlog dienstplichtig officier bij de Duitse Wehrmacht en ontwikkelde een nauwe vriendschap met Axel von dem Bussche en Fritz-Dietlof von der Schulenburg. Zij dienden in hetzelfde regiment en waren later bij de aanslag van Claus Schenk von Stauffenberg betrokken. Richards vader was honorair SS-generaal-majoor Ernst von Weizsäcker, diplomaat en staatssecretaris van Buitenlandse Zaken tijdens de oorlogsjaren, die tijdens het Wilhelmstraßenproces van het Tribunaal te Neurenberg voor zijn oorlogsmisdaden veroordeeld werd. Richard von Weizsäcker was een van de verdedigers. Ernst von Weizsäcker kreeg vijf jaar gevangenisstraf. In 1955 promoveerde Richard von Weizsäcker in de rechtswetenschap.
Richard von Weizsäcker stamde uit een adellijk geslacht. Zijn grootvader werd in 1897 in de (persoonlijke) adelstand verheven en in 1916 werd hem de (erfelijke) titel Freiherr verleend. Freiherr is het Duitse equivalent van baron. Richard was de jongere broer van natuurkundige en filosoof Carl Friedrich von Weizsäcker.
Von Weizsäcker trouwde met Marianne von Kretschmann en ze kregen samen vier kinderen.

## Opleiding, legerdienst en beroepsleven
Von Weizsäcker behaalde zijn Abitur al op 17-jarige leeftijd. Nadien ging hij naar lezingen in Oxford en Grenoble over geschiedenis en filosofie.
In 1938 volgde hij zijn militaire opleiding bij de machinegeweercompagnie van het 9e Potsdamse infanterie-regiment dat tot de 23e infanteriedivisie behoorde. Von Weizsäcker nam in 1939 deel aan de Poolse Veldtocht via de Poolse Corridor op een veertigtal kilometer van Bydgoszcz/Bromberg. Al op 2 september 1939 sneuvelde zijn drie jaar oudere broer Heinrich, die hij zelf begraven heeft. Later heeft hij nog aan diverse fronten gestreden, onder andere bij Moskou en Leningrad. Hij werd onderscheiden met IJzeren Kruis 2e klasse en daarna 1e klasse.
In 1945 begon hij aan zijn universitaire opleiding rechten. Zo behaalde hij in 1951 zijn eerste juridisch staatsexamen en in 1953 zijn tweede. In 1955 werd hij doctor in de rechten.
Van 1950 tot en met 1953 was hij wetenschappelijke hulpkracht bij Mannesmann AG, een Duits metaalindustriebedrijf in Gelsenkirchen. In 1953 ging hij naar de juridische afdeling van Mannesmann in Düsseldorf. In 1955 werd hij er procuratiehouder en in 1957 werd hij hoofd van de politiek-economische afdeling. Hij stopte in 1958 bij Mannesmann en werd partner in de Waldthauserbank tot 1962. Daarna was hij van 1962 tot 1966 lid van de raad van bestuur van de farma- en chemiereus Boehringer Ingelheim.

## Politiek
Van 1969 tot 1981 was hij lid van de Bondsdag. In 1981 ging hij naar West-Berlijn als burgemeester, de eerste van de CDU. Hij gold als lid van de linkervleugel van zijn partij. Zoals toen gebruikelijk liet Von Weizsäcker zijn partijlidmaatschap tijdens zijn presidentschap rusten, maar hij pakte dit nadien ook niet meer op.
Van 1984 tot 1994 bekleedde hij het ambt van bondspresident nadat hij al in 1974 kandidaat was geweest. Zijn toespraak op 8 mei 1985 tijdens de 40ste verjaardag van het einde van de Tweede Wereldoorlog leverde hem groot internationaal respect op, maar ook kritiek uit conservatieve kringen. Dit kwam doordat hij 8 mei niet alleen als "de dag van de nederlaag" maar vooral als "dag van de bevrijding" benoemde:
Der 8. Mai ist für uns Deutsche kein Tag zum Feiern. Die Menschen, die ihn bewußt erlebt haben, denken an ganz persönliche und damit ganz unterschiedliche Erfahrungen zurück. Der eine kehrte heim, der andere wurde heimatlos. Dieser wurde befreit, für jenen begann die Gefangenschaft. Viele waren einfach nur dafür dankbar, daß Bombennächte und Angst vorüber und sie mit dem Leben davongekommen waren. Andere empfanden Schmerz über die vollständige Niederlage des eigenen Vaterlandes. Verbittert standen Deutsche vor zerrissenen Illusionen, dankbar andere Deutsche für den geschenkten neuen Anfang.
8 mei is voor ons Duitsers geen dag om te vieren. De mensen die hem bewust meemaakten denken terug aan heel persoonlijke en daardoor heel verschillende belevenissen. De ene kwam naar huis, de ander verloor zijn huis. De ene werd bevrijd, voor de ander begon het gevangenschap. Velen waren er simpelweg alleen maar dankbaar voor, dat bommennachten en angst voorbij waren en ze het er levend vanaf gebracht hadden. Anderen voelden pijn over de volledige nederlaag van hun eigen vaderland. Met bitterheid stonden Duitsers voor verscheurde illusies, andere Duitsers waren dankbaar voor het geschonken nieuwe begin.

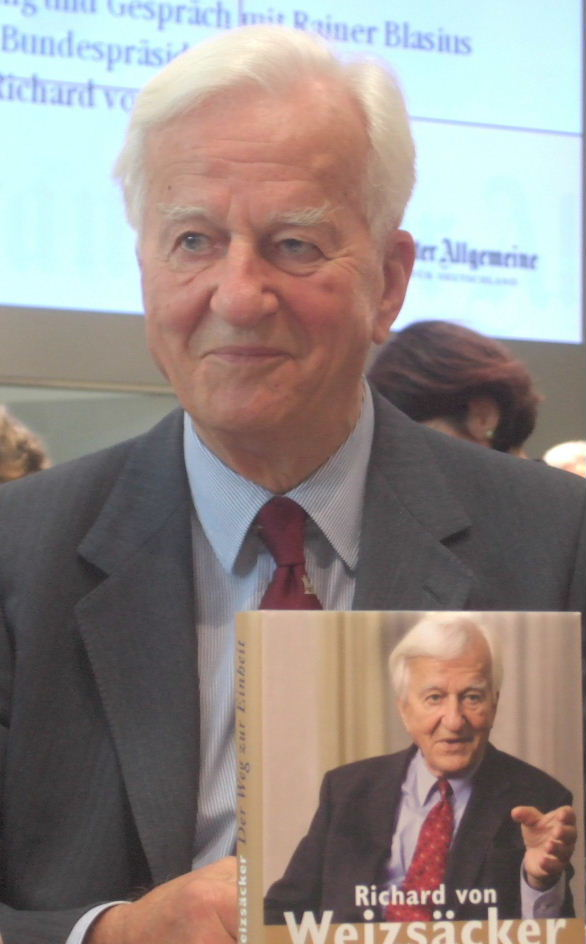
Von Weizsäcker in 2009

Enkele weken later, van 30 mei tot en met 2 juni, bracht hij, als tweede bondspresident na Gustav Heinemann, een staatsbezoek aan Nederland. Op de eerste dag legde hij een krans bij het Nationaal Monument op de Dam, waarbij een demonstratie plaatsvond. Met luidkeels vertoon maakten sommige demonstranten Weizsäcker uit voor fascist en vonden dat een Duitse president niets te zoeken bij een Nederlands oorlogsmonument.
In zijn tafelrede tijdens het galadiner in het Paleis op de Dam bracht Von Weizsäcker de Februaristaking in herinnering:
"Meer dan tolerantie en gastvrijheid werd vereist toen de Duitse bezetter met de systematische vervolging van de grote en belangrijke joodse gemeenschap in Amsterdam begon. De staking van de Amsterdamse arbeiders, ambtenaren en professoren van februari 1941 zal haar ereplaats in de geschiedenis van de gewetensvolle solidariteit behouden."
Zijn deels scherpe kritiek op het partijenstelsel in het algemeen wordt ook vaak in verband gebracht met de koele persoonlijke relatie tussen Von Weizsäcker en de toenmalige bondskanselier Helmut Kohl. Von Weizsäcker was in 1989 de eerste Duitse president die herverkozen werd sinds Heinrich Lübke in 1964. Vanwege Von Weizsäckers populariteit was er geen tegenkandidaat.

## Onderscheidingen
In 1990 werd Von Weizsäcker de Geuzenpenning toegekend en op 24 mei 2008 ontving hij in Middelburg de Four Freedoms Award Freedom medal. Hij was erelid van de Club van Rome. Naast talloze onderscheidingen had hij ook meer dan tien eredoctoraten.
- Bibsys: 90141871
- Biblioteca Nacional de España: XX876499
- Bibliothèque nationale de France: cb12028823n (data)
- CiNii: DA01306662
- Gemeinsame Normdatei: 118766570
- International Standard Name Identifier: 0000 0000 8086 1417
- Library of Congress Control Number: n82210649
- Nationale Bibliotheek van Letland: 000146875
- MusicBrainz: 785486ee-f4a4-4246-99db-b26272fc3573
- Bibliotheek van het Japanse parlement: 00460544
- Nationale Bibliotheek van Tsjechië: jn19990009038
- Nationale bibliotheek van Australië: 35598717
- Nationale Bibliotheek van Israël: 987007269736005171
- Nationale Bibliotheek van Polen: a0000001179489
- Nederlandse Thesaurus van Auteursnamen: 070969434
- LIBRIS: 382664
- SNAC: w6w23nmn
- Système universitaire de documentation: 028456378
- Trove: 1009697
- Virtual International Authority File: 7405153
- WorldCat: E39PBJpJ9G43JXrVDD7mwgFHYP